# Melchior de Polignac
Melchior kardinal de Polignac, francoski rimskokatoliški duhovnik, škof in kardinal, * 11. oktober 1661, Lavoûte-Sur-Loire, † 20. november 1741, Pariz.

## Življenjepis
18. maja 1712 je bil povzdignjen v kardinala in pectore in 30. januarja 1713 ponovno povzdignjen v kardinala.
27. septembra 1724 je bil imenovan za kardinal-diakona S. Maria in Portico, 30. novembra 1724 za nadškofa Aucha in 19. decembra 1725 za kardinal-duhovnika S. Maria degli Angeli. Za nadškofa je bil potrjen 20. februarja 1726 in 19. marca 1726 je prejel škofovsko posvečenje.